# Châtel-Moron
Châtel-Moron ist eine französische Gemeinde mit 83 Einwohnern (Stand: 1. Januar 2022) im Département Saône-et-Loire in der Region Bourgogne-Franche-Comté (vor 2016 Bourgogne). Die Gemeinde gehört zum Arrondissement Chalon-sur-Saône und zum Kanton Givry.

## Lage
Châtel-Moron liegt etwa 17 Kilometer westnordwestlich von Chalon-sur-Saône. Umgeben wird Châtel-Moron von den Nachbargemeinden Saint-Bérain-sur-Dheune im Norden und Nordwesten, Saint-Mard-de-Vaux im Nordosten, Barizey im Osten, Jambles im Süden und Südosten Sainte-Hélène im Süden und Südwesten, Villeneuve-en-Montagne im Südwesten sowie Morey im Westen.

## Bevölkerung
| Jahr                      | 1962 | 1968 | 1975 | 1982 | 1990 | 1999 | 2006 | 2011 | 2016 |
| ------------------------- | ---- | ---- | ---- | ---- | ---- | ---- | ---- | ---- | ---- |
| Einwohnerzahl             | 96   | 78   | 66   | 49   | 64   | 59   | 73   | 87   | 99   |
| Quelle: Cassini und INSEE |      |      |      |      |      |      |      |      |      |

## Sehenswürdigkeiten

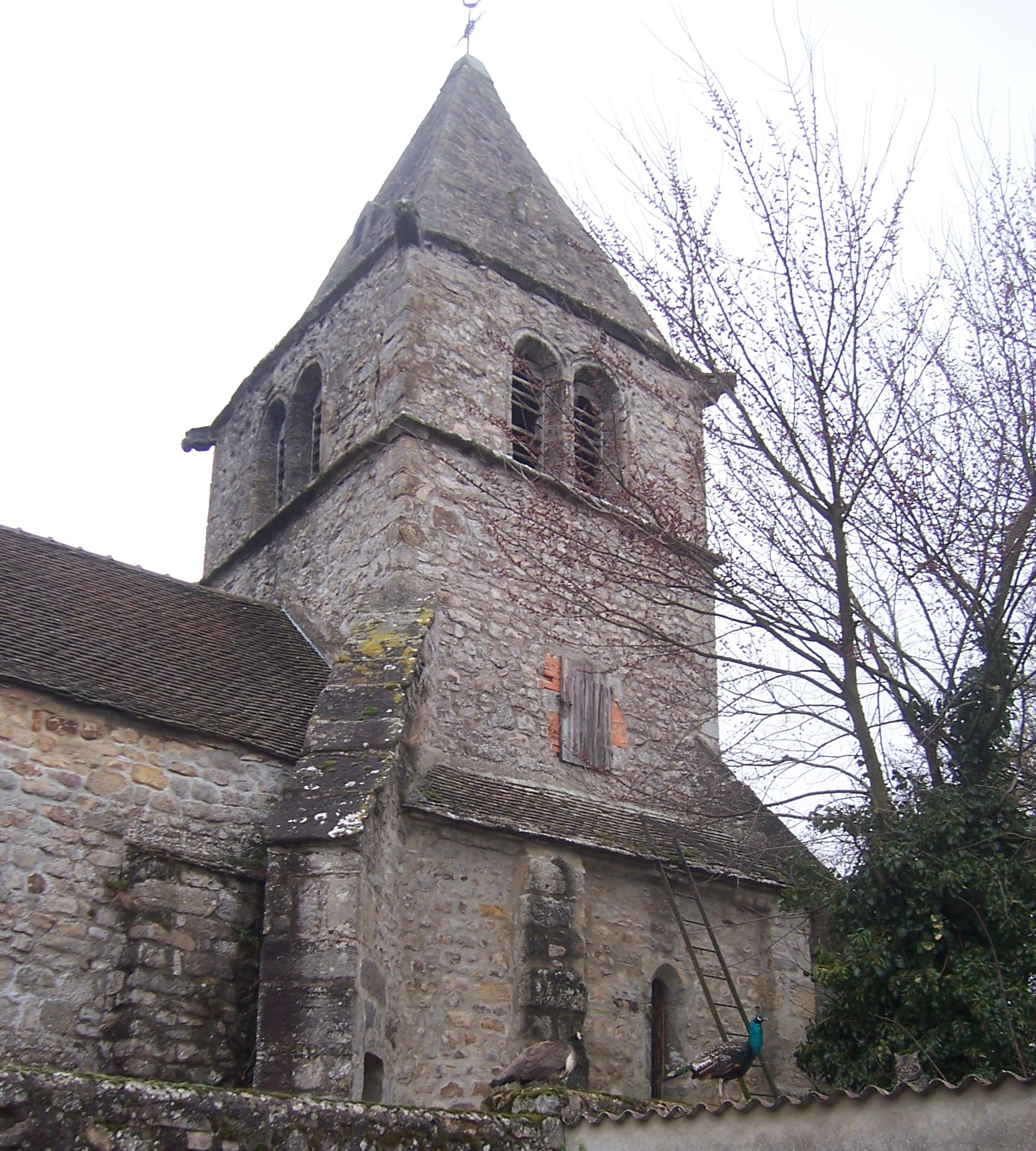
Kirche Saint-Martin

- Kirche Saint-Martin